# Morgen muß ich fort von hier

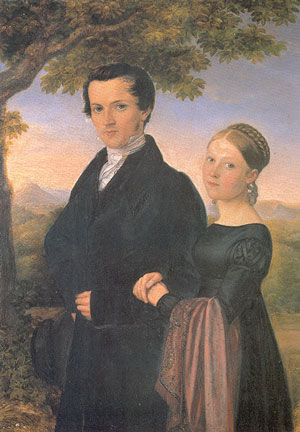
Friedrich Silcher

Morgen muß ich fort von hier  is een lied van de Duitse componist Friedrich Silcher (1789-1860). Het lied is een typisch afscheidslied en bezingt, naar de tradities van de romantiek, een kennelijk noodzakelijk afscheid tussen twee geliefden of twee vrienden. Het lied was in Duitsland zeer geliefd en behoorde tot het standaardrepertoire van de Comedian Harmonists, die ook tekenden voor het close harmony-arrangement dat tegenwoordig ook wel ten gehore wordt gebracht door de Nederlandse formatie Frommermann

## Tekst
Morgen muß ich fort von hier
und muß Abschied nehmen;
o du allerschönste Zier
Scheiden das bringt Grämen.
Da ich dich so treu geliebt
über alle Maßen
soll ich dich verlassen
Wenn zwei gute Freunde sind
die einander kennen,
Sonn' und Mond bewegen sich
ehe sie sich trennen.
Noch viel grösser ist der Schmerz
wenn ein treu verliebtes Herz
in die Fremde ziehet
Dort auf jener grünen Au
steht mein jung frisch Leben,
soll ich denn mein Leben lang
in der Fremde schweben?
Hab' ich dir was Leids getan
bitt' ich woll's vergessen
denn es geht zu Ende
Küsset dir ein Lüftlein
Wangen oder Hände,
denke, dass es Seufzer sei'n
die ich zu dir sende;
tausend schick' ich täglich aus
die da wehen um dein Haus
weil ich dein gedenke